# Dahvie Vanity
Dahvie Vanity  (Fort Bragg, Carolina do Norte, 5 de setembro de 1984), nascido David Jesus Torres, é um cantor norte-americano de origem porto-riquenha, vocalista da banda Blood On The Dance Floor, juntamente com Jayy Von Monroe.

## Biografia
Os pais de Dahvie são de Porto Rico, mas ele nasceu em Fort Bragg, na Carolina do Norte, e foi criado na Flórida. Dahvie cresceu em um trailer muito pobre, e seus pais eram muito humildes, então se mudar para a Flórida foi um novo começo para sua família.

## Blood On The Dance Floor
Em 2007, Dahvie começou uma banda chamada Love the Fashion com Christopher Mongillo e Rebecca Fugate. A banda era no início apenas uma brincadeira, mas acabou dando origem ao Blood On The Dance Floor, também conhecido como BOTDF. O grupo, então, gravou seu primeiro álbum de estúdio, Let's Start a Riot. Ainda naquele ano, lançaram seu segundo álbum, It's Hard to be a Diamond in a Rhinestone World. Não podendo entrar em turnê, Christopher e Rebecca deixaram a banda.
Quando estava em turnê, Dahvie conheceu  Garrett Ecstasy, que em seguida entrou para o BOTDF. Juntos, lançaram três EPs, I Scream I Scream, OMFG Sneak Peak, e Extended Play. Depois, para divulgar os EPs, o duo embarcou na OMFG Tour ao redor dos Estados Unidos. Em Setembro de 2009, Garret foi expulso da banda, devido à acusações de ter roubado Dahvie. Jayy Von Monroe logo substituiu Garrett, estando na banda até hoje. Juntos, lançaram o álbum Epic, All The Rage!, Evolution e Bad Blood, fora EPs e singles.
A banda já realizou trabalhos com diversos artistas, entre eles, Jeffree Star e Lady Nogrady.

## Acusações
Dahvie já foi acusado de comportamento abusivo, mau comportamento sexual com fãs (algumas seriam menores de idade), sendo até preso. Uma fã chamada Jessi Slaughter fez um escândalo dizendo que tinha mantido relações sexuais com Dahvie, o que deu uma grande repercussão, mas depois ela se desculpou em um vídeo gravado por uma colega de escola.  Jeffree Star acusou Dahvie de ser um pedófilo, causando uma briga entre os dois, mas eles se reconciliaram, e voltaram a ser amigos.